# It'z Itzy
It'z Itzy, estilizado como IT'z ITZY, es un álbum recopilatorio y primer trabajo musical en japonés del grupo femenino surcoreano Itzy, que fue lanzado el 22 de diciembre de 2021 por Warner Music Japan. Previamente fueron lanzados sus dos sencillos principales, «Wannabe» -japanese ver.- y «Loco» -japanese ver.-.

## Antecedentes
El 1 de septiembre de 2021, la compañía discográfica de Itzy, JYP Entertainment dio aviso de la apertura del nuevo sitio web en japonés del grupo, como parte de la promoción del miniálbum digital What'z Itzy y de un futuro álbum larga duración. «Planeamos compartir noticias sobre el debut (del grupo) en Japón en etapas en el sitio web oficial», señalaron desde la compañía.
Tras el lanzamiento del EP que contenía sus principales sencillos en coreano, se anunció el debut cercano del grupo en Japón con un álbum recopilatorio con las versiones en japonés de todos sus sencillos. El 26 y 31 de octubre de 2021 se lanzaron dos avances de vídeos musicales de la canción «Wannabe» en japonés y posteriormente vídeos promocionales de cada una de las integrantes del grupo.
El 1 de noviembre de 2021 se lanzó oficialmente el vídeo musical de «Wannabe» -japanese ver.-, mientras que un mes después, el 1 de diciembre de 2021 fue lanzado el vídeo musical de «Loco» -japanese ver.-., su segundo sencillo promocional. El álbum fue liberado el 22 de diciembre de 2021 a través de Warner Music Japan, junto con una edición de contenido especial en formato DVD.

## Lista de canciones
| CD / Descarga digital |                                  |                              | |                                   |          |  |
| N.º                   | Título                           | Letras                       | Música | Arreglo                           | Duración |  |
| 1.                    | «Dalla Dalla» (Japanese ver.)    | Galactika                    | Galactika, Anthena | Galactika                         | 3:19     |  |
| 2.                    | «Icy» (Japanese ver.)            | J.Y. Park, Penomeco          | J.Y. Park, Cazzi Opeia, Ellen Berg Tollbom, Daniel Caesar, Ludwig Lindell, Ashley Alisha, Cameron Neilson, Lauren Dyson | J.Y. Park, Lee Hae-seul           | 3:11     |  |
| 3.                    | «Wannabe» (Japanese ver.)        | Galactika                    | Galactika | Team Galactika                    | 3:11     |  |
| 4.                    | «Not Shy» (Japanese ver.)        | J.Y. Park                    | Kobee, Charlotte Wilson                                                                                                 | Kobee, earattack, J.Y. Park       | 2:57     |  |
| 5.                    | «In the Morning» (Japanese ver.) | J.Y. Park, KASS, danke, LYRE | J.Y. Park, earattack, KASS, Lee Hae-sol                                                                                 | J.Y. Park, Lee Hae-sol, earattack | 2:52     |  |
| 6.                    | «Loco» (Japanese ver.)           | Galactika                    | Galactika, Atenna, Woo Bin (Galactika)                                                                                  | Team Galactika                    | 3:11     |  |
| 7.                    | «Dalla Dalla»                    | Galactika                    | Galactika, Anthena | Galactika                         | 3:19     |  |
| 8.                    | «Icy»                            | J.Y. Park, Penomeco          | J.Y. Park, Cazzi Opeia, Ellen Berg Tollbom, Daniel Caesar, Ludwig Lindell, Ashley Alisha, Cameron Neilson, Lauren Dyson | J.Y. Park, Lee Hae-seul           | 3:11     |  |
| 9.                    | «Wannabe»                        | Galactika                    | Galactika | Team Galactika                    | 3:11     |  |
| 10.                   | «Not Shy»                        | J.Y. Park                    | Kobee, Charlotte Wilson                                                                                                 | Kobee, earattack, J.Y. Park       | 2:57     |  |
| 11.                   | «In the Morning»                 | J.Y. Park, KASS, danke, LYRE | J.Y. Park, earattack, KASS, Lee Hae-sol                                                                                 | J.Y. Park, Lee Hae-sol, earattack | 2:52     |  |
| 12.                   | «Loco»                           | Galactika                    | Galactika, Atenna, Woo Bin (Galactika)                                                                                  | Team Galactika                    | 3:11     |  |
| 37:22                 |                                  |                              | |                                   |          |  |

| DVD - Edición B limitada |                                                      |          |  |
| N.º                      | Título                                               | Duración |  |
| 1.                       | «Wannabe» (-Japanese ver.- music video)              |          |  |
| 2.                       | «Wannabe» (Japanese ver.- self-cam ver.)             |          |  |
| 3.                       | «Loco» (-Japanese ver.- music video)                 |          |  |
| 4.                       | «Dalla Dalla» (music video)                          |          |  |
| 5.                       | «Icy» (music video)                                  |          |  |
| 6.                       | «Wannabe» (music video)                              |          |  |
| 7.                       | «Not Shy» (music video)                              |          |  |
| 8.                       | «In the Morning» (music video)                       |          |  |
| 9.                       | «Loco» (music video)                                 |          |  |
| 10.                      | «IT'Z ITZY» (jacket shooting making movie)           |          |  |
| 11.                      | «Wannabe» (-Japanese ver.- music video making movie) |          |  |
| 12.                      | «Loco» (-Japanese ver.- music video making movie)    |          |  |

## Historial de lanzamiento
| País  | Fecha                   | Formato                         | Discográfica       | Ref.  |
| ----- | ----------------------- | ------------------------------- | ------------------ | ----- |
| Japón | 22 de diciembre de 2021 | CD, Descarga digital, streaming | Warner Music Japan | [ 5 ] |